# Ponteyraud
Ponteyraud est une ancienne commune française située dans le département de la Dordogne, en région Nouvelle-Aquitaine.
Au 1er janvier 2017, elle fusionne avec La Jemaye pour former la commune nouvelle de La Jemaye-Ponteyraud.

## Géographie

### Généralités
Dans l'ouest du département de la Dordogne, au cœur de la forêt de la Double, l'ancienne commune de Ponteyraud forme une petite partie nord de la commune nouvelle de La Jemaye-Ponteyraud. Elle est arrosée par la Rizonne et bordée à l'ouest par son affluent, la Bauronne.

### Communes limitrophes

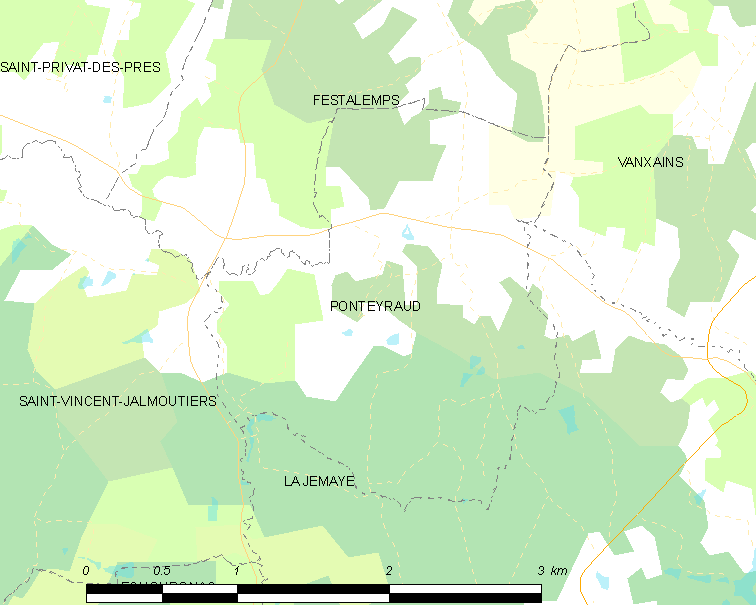
Carte de Ponteyraud et des communes avoisinantes en 2016, avant la création de la commune nouvelle de La Jemaye-Ponteyraud.

En 2016, année précédant la création de la commune nouvelle de La Jemaye-Ponteyraud, Ponteyraud était limitrophe de quatre autres communes.
| Festalemps                |            | Vanxains  |
| Saint-Vincent-Jalmoutiers | Ponteyraud |           |
|                           |            | La Jemaye |

## Urbanisme

### Villages, hameaux et lieux-dits
Outre le bourg de Ponteyraud proprement dit, le territoire se compose d'autres villages ou hameaux, ainsi que de lieux-dits :
- l'Allée
- la Blérétie
- le Brugailler
- chez Cady
- les Chevrons
- le Claud des Bœufs
- la Côte
- les Fontaines Froides
- le Maine
- au Moulin
- le Pont du Bâtard
- le Puyzillou
- les Renardières
- le Roc de Bonnet.

## Toponymie
En occitan, la commune porte le nom de Pont Airaud.

## Histoire
Au 1er janvier 2017, Ponteyraud fusionne avec La Jemaye pour former la commune nouvelle de La Jemaye-Ponteyraud dont la création a été entérinée par l'arrêté du 1er décembre 2016, entraînant la transformation des deux anciennes communes en « communes déléguées ».
Au 1er janvier 2025, les deux communes déléguées sont supprimées.

## Politique et administration

### Administration municipale
La population de la commune étant inférieure à 100 habitants au recensement de 2011, sept conseillers municipaux ont été élus en 2014,. Ceux-ci sont membres d'office du  conseil municipal de la commune nouvelle de La Jemaye-Ponteyraud, jusqu'au renouvellement des conseils municipaux français de 2020.

### Liste des maires puis des maires délégués
| Période                                  | Période       | Identité         | Étiquette | Qualité             |
| ---------------------------------------- | ------------- | ---------------- | --------- | ------------------- |
| Les données manquantes sont à compléter. |               |                  |           |                     |
|                                          |               |                  |           |                     |
| mars 2001                                | décembre 2016 | Jean-Marcel Beau | DVG       | Attaché territorial |

| Période      | Période       | Identité         | Étiquette | Qualité             |
| ------------ | ------------- | ---------------- | --------- | ------------------- |
| janvier 2017 | décembre 2024 | Jean-Marcel Beau | DVG       | Attaché territorial |

## Démographie
Les habitants de Ponteyraud se nomment les Ponteyraudais.
En 2016, dernière année en tant que commune indépendante, Ponteyraud comptait 43 habitants. À partir du XXIe siècle, les recensements des communes de moins de 10 000 habitants ont lieu tous les cinq ans (2004, 2009, 2014 pour Ponteyraud). Depuis 2006, les autres dates correspondent à des estimations légales.
Au 1er janvier 2022, la commune déléguée de Ponteyraud compte 41 habitants.
| 1793 | 1800 | 1806 | 1821 | 1831 | 1836 | 1841 | 1846 | 1851 |
| ---- | ---- | ---- | ---- | ---- | ---- | ---- | ---- | ---- |
| 225  | 243  | 240  | 196  | 204  | 202  | 203  | 193  | 201  |

| 1856 | 1861 | 1866 | 1872 | 1876 | 1881 | 1886 | 1891 | 1896 |
| ---- | ---- | ---- | ---- | ---- | ---- | ---- | ---- | ---- |
| 185  | 171  | 169  | 152  | 133  | 139  | 143  | 134  | 130  |

| 1901 | 1906 | 1911 | 1921 | 1926 | 1931 | 1936 | 1946 | 1954 |
| ---- | ---- | ---- | ---- | ---- | ---- | ---- | ---- | ---- |
| 127  | 131  | 125  | 116  | 85   | 80   | 97   | 80   | 84   |

| 1962 | 1968 | 1975 | 1982 | 1990 | 1999 | 2004 | 2009 | 2014 |
| ---- | ---- | ---- | ---- | ---- | ---- | ---- | ---- | ---- |
| 80   | 83   | 56   | 43   | 48   | 31   | 42   | 55   | 44   |

| 2016 | - | - | - | - | - | - | - | - |
| ---- | - | - | - | - | - | - | - | - |
| 43   | - | - | - | - | - | - | - | - |

### Remarque
Au recensement de 1999, Ponteyraud était la commune la moins peuplée de Dordogne, place qu'elle a laissée à Saint-Cassien au premier recensement du XXIe siècle.

## Économie
Les données économiques de Ponteyraud sont incluses dans celles de la commune nouvelle de La Jemaye-Ponteyraud.

## Culture locale et patrimoine

### Lieux et monuments
- Château de la Blérétie, XIXe siècle
- L'église paroissiale Saint-Denis. Elle est inscrite monument historique depuis 1926[14],[15].

L'église Saint-Denis
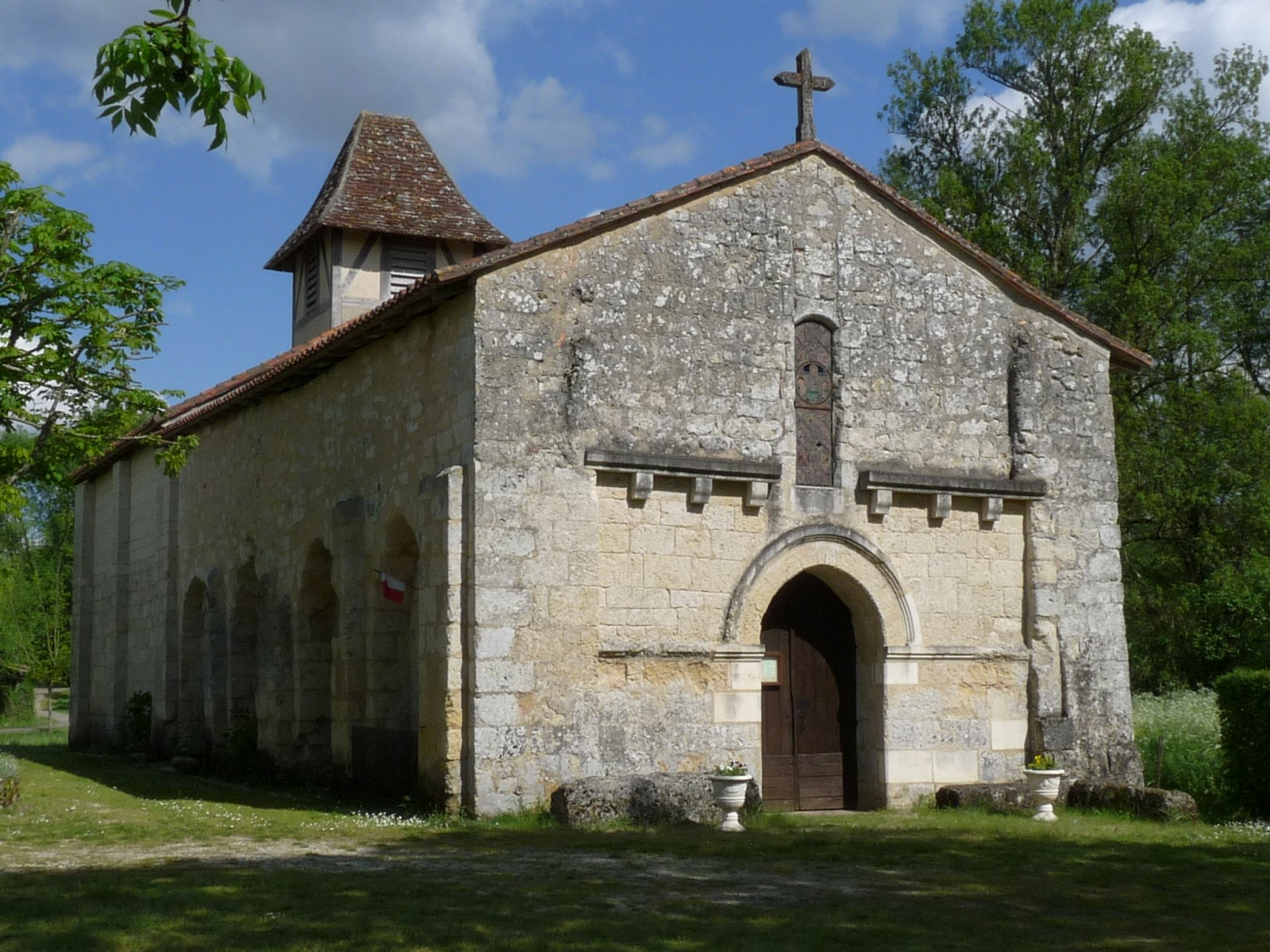
La façade occidentale.
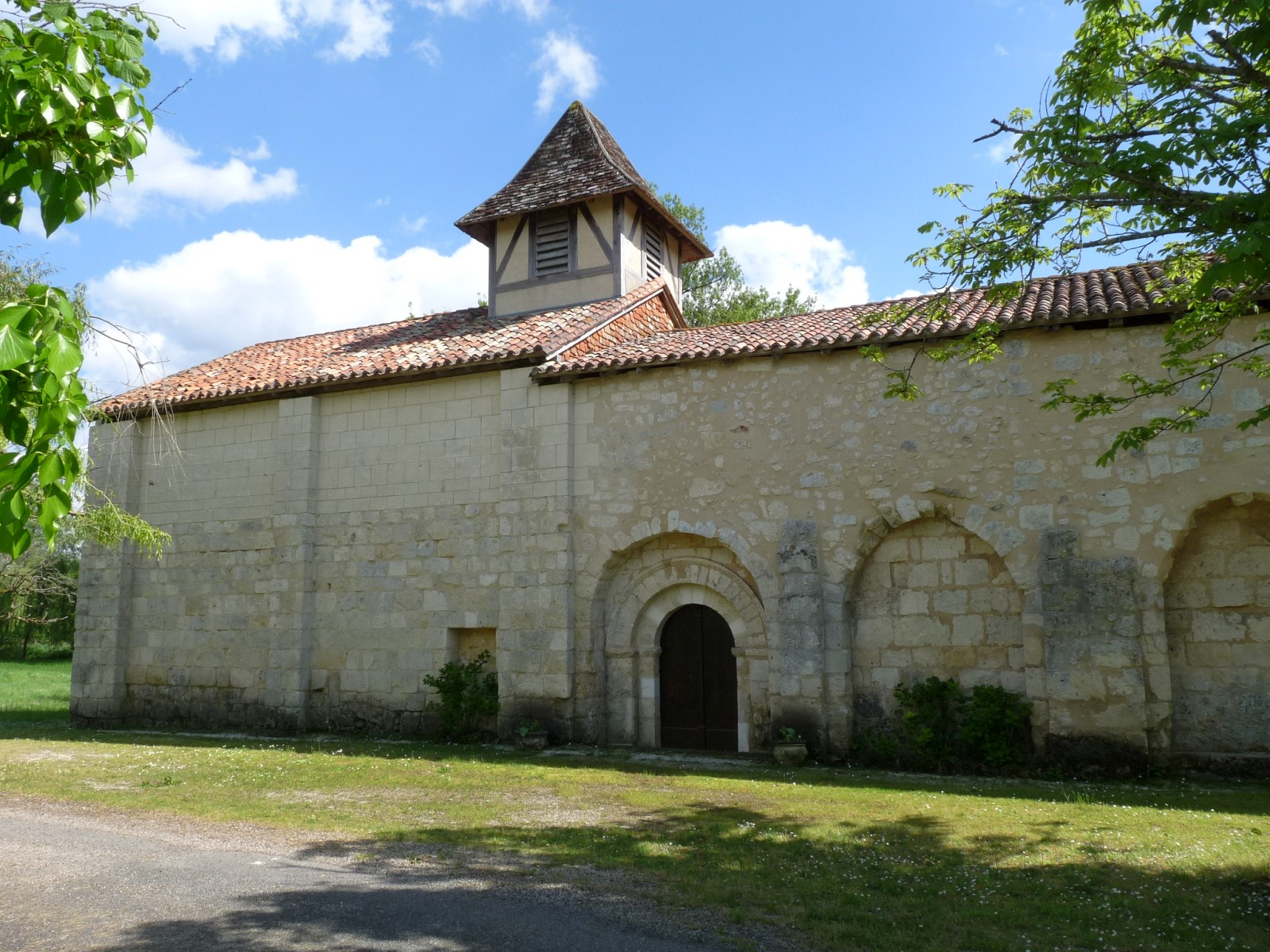
Vue latérale nord.
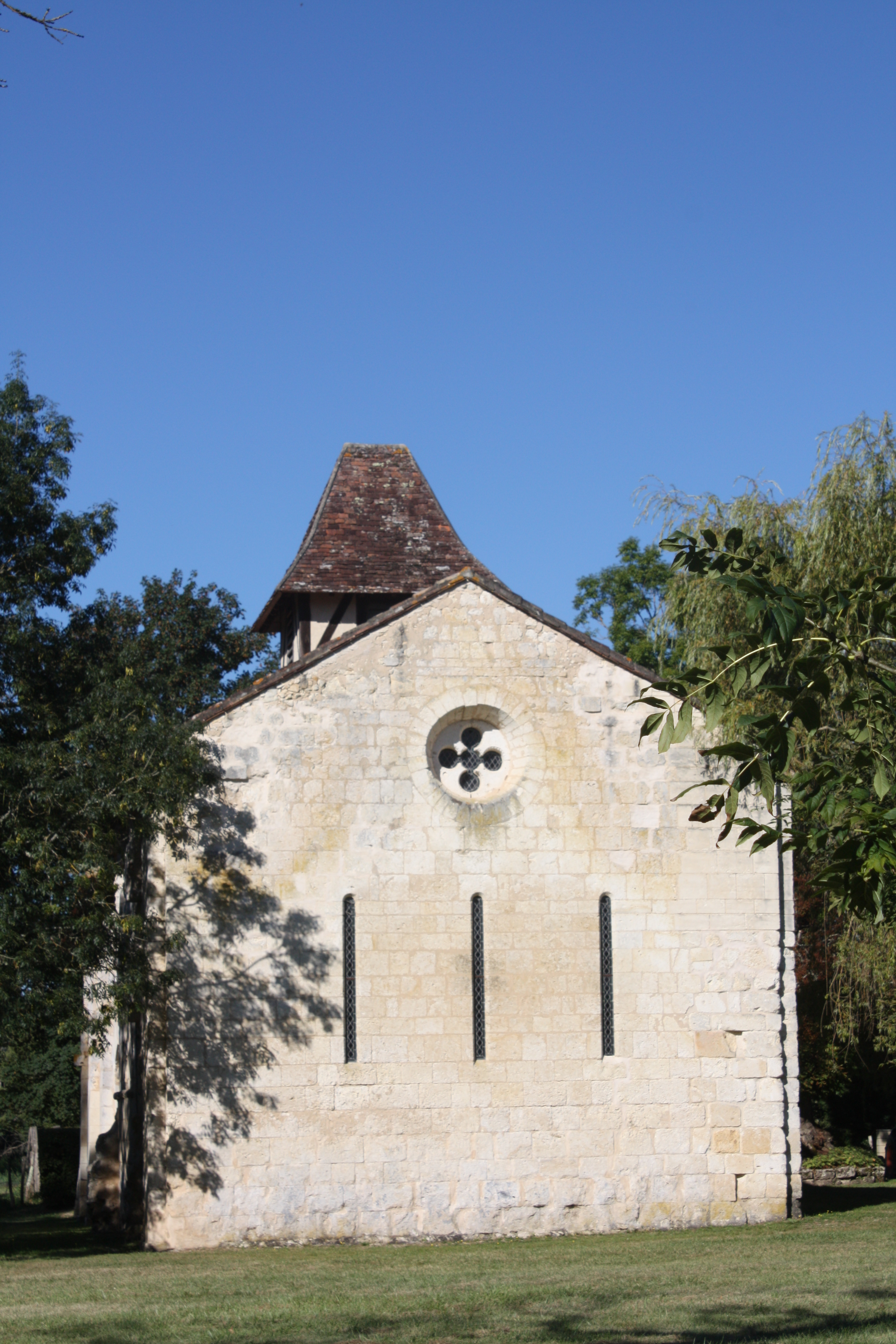
Le chevet.

### Héraldique
| Blason de Ponteyraud | Blason  | D'azur au pont d'argent en dos d'âne d'une arche maçonné de sable sur une rivière d'argent, surmonté d'un cœur de gueules lui-même surmonté d'un soleil d'or. |
| Blason de Ponteyraud | Détails | Officiel, blason présent sur un site internet de la commune.                                                                                                  |